# Communauté de communes des monts Berthiand
La communauté de communes des monts Berthiand est une ancienne communauté de communes située dans l'Ain regroupant dix communes.

## Historique
- 28 décembre 1994 : Les 10 communes du Canton d'Izernore dissolvent le SIVOM créé en 1972 et se regroupent dans une nouvelle structure, la Communauté de Communes des Monts Berthiand  (CCMB).
- 20 janvier 1999 : La communauté de communes prend en charge les travaux d'investissement sur les voies communales à l'extérieur des agglomérations chefs-lieux des communes la composant et sur des portions communes de Granges et Volognat.
- 24 janvier 2001 : Compétences optionnelles : la commune peut assurer des prestations pour le compte des collectivités locales et établissements publics externes par le biais de convention.
- 16 mai 2002 : Rajout de la compétence élaboration, approbation, suivi et révision du schéma de cohérence territoriale
- 19 décembre 2002 : Transfert de compétences.
- 14 janvier 2005 : Modification du contenu de la compétence voirie.
- 10 août 2006 : Modification et définition de l'IC des compétences de la Communauté de Communes
- 1er janvier 2014: La communauté de Communes des Monts Berthiand est intégrée dans la Communauté de communes du Haut Bugey, à l'exception de Serrières-sur-Ain qui rejoint la communauté de communes des Rives de l'Ain - Pays du Cerdon

## Composition
Elle est composée des communes suivantes :
| Nom                    | Code Insee | Gentilé      | Superficie (km2) | Population (dernière pop. légale) | Densité (hab./km2) |
| ---------------------- | ---------- | ------------ | ---------------- | --------------------------------- | ------------------ |
| Izernore (siège)       | 01192      | Izernois     | 20,86            | 2 294 (2014)                      | 110                |
| Bolozon                | 01051      | Bolozonnais  | 4,92             | 88 (2014)                         | 18                 |
| Ceignes                | 01067      | Ceigneurs    | 10,01            | 263 (2014)                        | 26                 |
| Leyssard               | 01214      |              | 9,13             | 152 (2014)                        | 17                 |
| Matafelon-Granges      | 01240      | Matafelonais | 21,54            | 649 (2014)                        | 30                 |
| Nurieux-Volognat       | 01267      |              | 19,34            | 1 027 (2014)                      | 53                 |
| Peyriat                | 01293      | Peyriatis    | 5,96             | 178 (2014)                        | 30                 |
| Samognat               | 01392      | Samognatis   | 14,01            | 668 (2014)                        | 48                 |
| Serrières-sur-Ain      | 01404      |              | 8,18             | 125 (2014)                        | 15                 |
| Sonthonnax-la-Montagne | 01410      |              | 14,14            | 322 (2014)                        | 23                 |

## Conseil communautaire
Le conseil communautaire est composé de conseillers municipaux élus dans les communes membres.
Chaque commune envoie 2 conseillers (3 pour Izernore) siéger à Izernore. Le conseil communautaire élit parmi ses membres un président et plusieurs vice-présidents.

## Compétences
- Assainissement non collectif
- Collecte des déchets des ménages et déchets assimilés
- Traitement des déchets des ménages et déchets assimilés
- Création, aménagement, entretien et gestion de zone d'activités industrielle, commerciale, tertiaire, artisanale ou touristique
- Action de développement économique (Soutien des activités industrielles, commerciales ou de l'emploi, Soutien des activités agricoles et forestières...)
- Tourisme
- Activités péri-scolaires
- Activités culturelles ou socioculturelles
- Activités sportives
- Schéma de cohérence territoriale (SCOT)
- Constitution de réserves foncières
- Création, aménagement, entretien de la voirie
- Opération programmée d'amélioration de l'habitat (OPAH)
- Autres

## Fonctionnement
Il s’agit d’un projet commun de développement et d’aménagement. Les 10 communes ont transféré à la communauté de communes, certaines de leurs compétences de façon que les dossiers concernés soient traités de manière globale par une seule entité plutôt que par dix conseils municipaux. La communauté de communes des Monts Berthiand gère en lieu et place des 10 membres, les affaires pour lesquelles elle est compétente, dans l’intérêt communautaire, tout en préservant les intérêts particuliers de chaque commune membre.

## Panorama

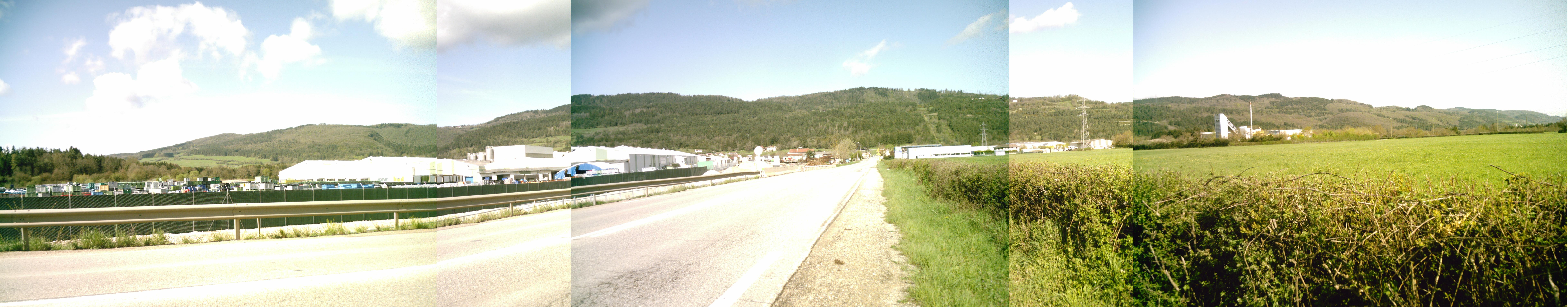
Les monts Berthiand

## Pour approfondir